# جمعیت‌شناسی

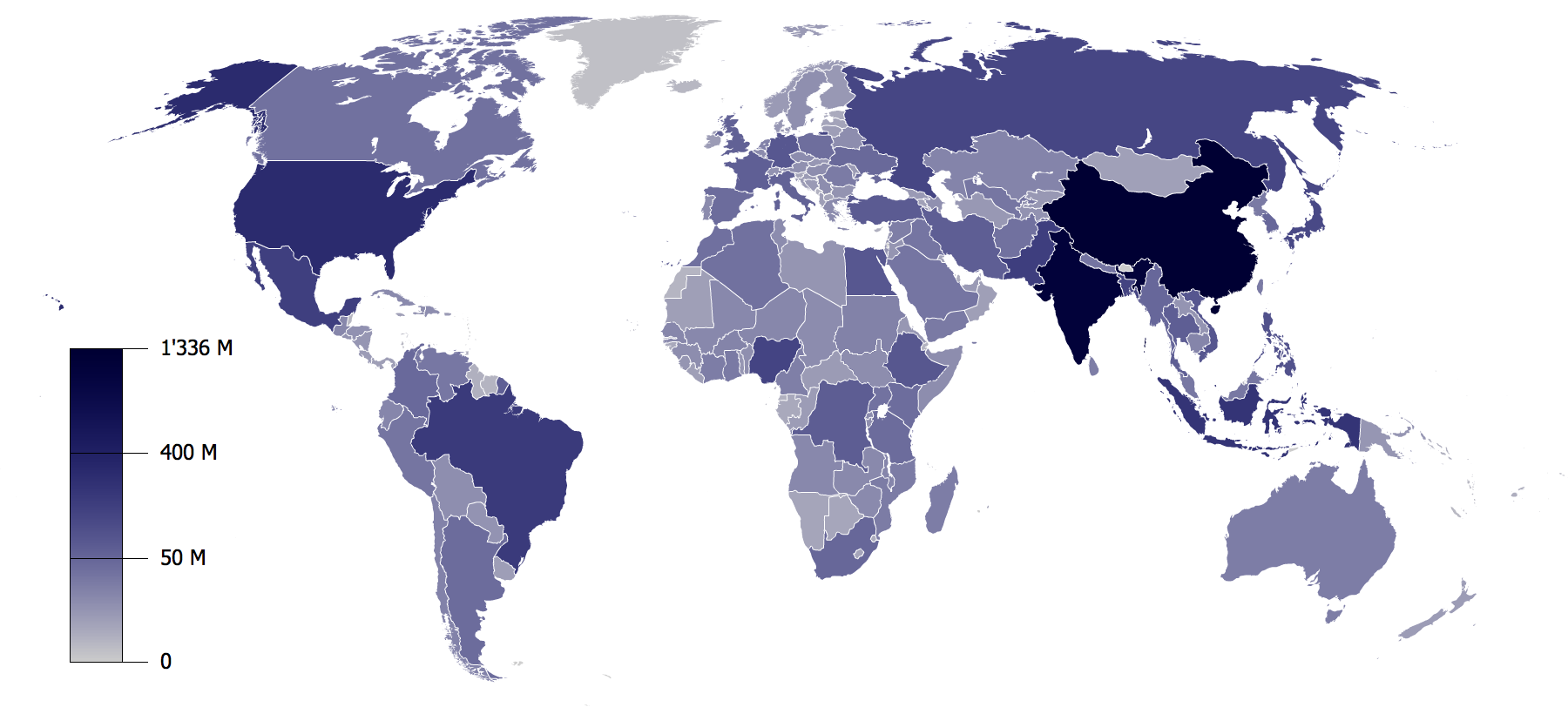
نقشهٔ کشورها بر اساس جمعیتشان

برآورد رشد جمعیت برای قرن ۲۱

جمعیت‌شناسی، مردم‌نگاری یا دِموگرافی بخشی از علوم اجتماعی است و مطالعهٔ علمی جمعیت‌های بزرگ در حال تغییر انسانی است. جمعیت‌شناسی با حجم جمعیت و ترکیب و توزیع جمعیت سروکار دارد. این دانش به بررسی باروری، مرگ‌ومیر و مهاجرت می‌پردازد. بخش‌هایی از این دانش که امروزه اهمیت بسیاری یافته‌اند عبارتند از: انفجار جمعیت، رابطهٔ بین جمعیت و توسعهٔ اقتصادی، اثر تنظیم خانواده، تراکم شهرها، مهاجرت‌های غیرقانونی و غیره.
افزون بر این‌ها این به مطالعهٔ اندازه، ساختار و توزیع جمعیت‌ها و تغییرات آن‌ها در پاسخ به تولد، مرگ، مهاجرت، و سال‌خوردگی می‌پردازد.
جمعیت‌شناسی انسان‌ها معمول‌ترین نوع جمعیت‌شناسی است به طوری که معمولاً منظور از جمعیت‌شناسی همان جمعیت‌شناسی انسانی است. جمعیت‌شناسی می‌تواند برای شناختن کل جمعیت یک جامعه به‌کار رود یا برای گروه‌های جمعیتی با تعریف خاص، به‌طور مثال براساس سطح سواد، مذهب، نژاد، ملیت و غیره. در بین دانشگاهیان جمعیت‌شناسی اغلب به‌عنوان شاخه‌ای از مردم‌شناسی، اقتصاد، یا جامعه‌شناسی شناخته می‌شود.
مردم‌شناسی رسمی معمولاً تنها به مطالعهٔ فرایندهای جمعیتی می‌پردازد. حال آن‌که در حالت گسترده‌تر این دانش می‌تواند به بررسی فرایندهای اقتصادی، اجتماعی، فرهنگی و زیست‌شناسیِ اثرگذار بر روی جمعیت‌ها نیز بپردازد.
جمعیت‌شناسی در کمک به دولت‌ها برای برنامه‌ریزی توسعه و در بازاریابی کاربرد بسیاری دارد.

## ریشه‌شناسی
واژهٔ «دموگرافی» را نخستین بار نویسنده‌ای فرانسوی به نام آشیل گیارد در سال ۱۸۵۵ میلادی در کتاب اصول آمار انسانی یا دموگرافی تطبیقی به‌کار برد و گفت: 
«تاریخ طبیعی و اجتماعی نوع بشر با شناسایی ریاضی دربارهٔ جمعیت و حرکات و وضع جسمانی و بدنی و عقلانی و اخلاقی آن در دموگرافی باید مورد بررسی قرار گیرد.» 

## کتاب‌ها
- ارلیک، پل؛ ارلیک، آن (۱۳۹۳). فراز و نشیب‌های جمعیت انسان. ترجمهٔ آرش حسینیان (نشر اینترنتی، حق تکثیر آزاد) دانلود[پیوند مرده]